# Take Me with You (When You Go)
Take Me with You (When You Go) is een nummer van de Amerikaanse band The Jayhawks uit 1992. Het is de eerste single van hun derde studioalbum Hollywood Town Hall.
"Take Me with You (When You Go)" werd enkel een hit in Nederland. Het werd Alarmschijf en bereikte een bescheiden 23e positie in de Nederlandse Top 40.